# 李磊
李 磊（り らい、リ・レイ、Li Lei 1984年6月24日- ）は中華人民共和国の元プロ野球選手。ポジションは外野手・三塁手・二塁手。右投右打。
パンチ力とスピードを持ち合わせた走攻守揃った選手。2006年にはワールドベースボールクラシック中国代表に選出された。2006年のアジアシリーズでは日本ハム戦で岡島秀樹から本塁打を放った。
CBLでは2003年に新人王を2007年には盗塁王を獲得している。